# پدر ما
پدر ما (انگلیسی: Padrenostro) یک فیلم درام به کارگردانی کلودیو نوچه است. این فیلم برای اولین بار در بخش اصلی هفتاد و هفتمین دوره جشنواره بین‌المللی فیلم ونیز به نمایش درآمد. پیرفرانچسکو فاوینو برای این فیلم جام ولپی بهترین بازیگر مرد را از آن خود کرد.

## گویندگان (دوبله)
دوبله این فیلم در زمستان سال ۱۴۰۰ به مدیریت ناهید امیریان و صدابرداری سعید عابدی در واحد دوبلاژ تلویزیون انجام شد و در نهایت از شبکه نمایش و شبکه چهار پخش شد.
| بازیگر             | نقش           | دوبلور                 |
| ------------------ | ------------- | ---------------------- |
| ماتیا گاراچی       | والریو رز     | ناهید امیریان شمس‌آبادی |
| فرانچسکو گگی       | کریستین       | علی بیگ محمدی          |
| باربارا رونکی      | جینا رز       | نرگس فولادوند          |
| پیرفرانچسکو فاوینو | آلفونزو رز    | علی‌همت مومی‌وند         |
| آنتونیو جراردی     | فرانچسکو      | ابوالفضل شاه بهرامی    |
| جیوردانو دو پلانو  | کریستین آدلتو | پویا فهیمی             |
| ماریو پوپلا        | گیوزپه رز     | علی اصغر رضایی نیک     |